# Attaque à main armée
« Hold-up » redirige ici. Pour les autres significations, voir Hold-up (homonymie) et Braqueurs.
Une attaque à main armée, un braquage, ou un hold-up, est un vol sous la menace d'une arme dans une banque ou dans un magasin généralement dans le but d'y dérober beaucoup d'argent ou des objets de valeur. Dans la plupart des juridictions nationales le braquage est un crime. Il est appelé vol qualifié dans les pays de common law.

## Histoire
L'histoire des attaques à main armée remonterait il y a de cela 150 ans à l'époque du Far West aux États-Unis. Cette forme de banditisme était très courante à l'époque dans les banques. Les voleurs du Far West ne faisaient que reprendre les pratiques des voleurs de grands chemins en Europe arrêtant les diligences sous la menace des armes.
La numérisation des échanges financiers fait que les commerçants comme les banques manipulent de moins en moins d'argent liquide. Dans ce contexte, le nombre de braquages baisse de manière constante et forte. Pour les banques, on passe de 334 braquages en 2009 à 52 en 2016. Pour les commerçants, on passe de 4 652 braquages en 2009 à 1 078 en 2016.

## Les différents types d'attaques à main armée
Il existe deux principales formes de « braquage » :

### Attaques à main armée de magasins
L'attaque à main armée de magasins est sans doute le style de braquage le plus courant, le but d'un braquage de magasins est surtout de dérober soit des objets de valeur (bijoux dans une bijouterie par exemple) ou la caisse du comptoir (pour voler l'argent à l'intérieur). Les principales cibles sont des commerces de quartier et non des hypermarchés ou des centres commerciaux, mais ceci ne reste pas impossible. L'avantage d'un braquage de magasins de quartier est de pouvoir affronter une sécurité réduite (il est plus rare de trouver un agent de sécurité, armé ou non, dans un commerce de quartier que dans un centre commercial).

### Attaques à main armée de banques
L'attaque à main armée de banques est moins répandue et beaucoup plus risquée. La principale différence avec un magasin est sa sécurité : une banque est très souvent équipée de caméras de surveillance, parfois d'agent de sécurité, armé ou non, et possède souvent une alarme appelant directement les forces de police. La cause d'un braquage de banque est principalement de récupérer la caisse du comptoir (comme dans les magasins) ou alors de voler le contenu du coffre-fort, un peu à la manière du Far West, mais fortement modernisé. Les anglophones parlent alors de « bank rob ».

## Par pays

### En Belgique
En Belgique, il y aurait eu 523 braquages en 2008.

### En France
En France, il y aurait eu environ 5 000 braquages en 2008.
Le braquage est un crime passible de vingt ans de réclusion criminelle. Et trente ans de réclusion criminelle si commis en bande organisée.
Jacques Mesrine fut un braqueur très célèbre dans les années 1970.

### Pays-Bas
Aux Pays-Bas, un réseau nommé Plofkraak-maffia est formé depuis 2016 dans la ville d'Utrecht, commettant des centaines de braquages explosifs aux Pays-Bas, en Flandre et en Allemagne de l'Ouest.

## Dans la culture populaire

### Filmographie
- Le Gang (1976)
- Hold-Up (1985)
- Reservoir Dogs (1992)
- Heat (1995)
- Inside Man : L'Homme de l'intérieur (2006)
- L'Inconnu de Las Vegas (1960)
- Ocean's Twelve (2004)
- Bandits - Gentlemen cambrioleurs (2001)
- Braquage à l'italienne (2003)
- Ni pour ni contre (bien au contraire) (2002)
- Stander (2003)
- Braqueurs d'hiver (12 Winters) (2009)
- Le Dernier Gang (2006)
- L'Instinct de mort (film) (2008)
- Sans arme, ni haine, ni violence (2007)
- 36 Quai des Orfèvres (2004)
- La Mentale (2002)
- Heat (1995)
- Ocean's Eleven (2001)
- Ocean's Thirteen (2007)
- Braquage à l'anglaise (2008)
- Braquages (2002)
- Takers (2010)
- The Town (2010)
- Le Braqueur, la dernière course (2010)
- Braquage à l'ancienne (2017)
- La casa de papel (2017)